# Impatiens textorii
Impatiens textorii är en balsaminväxtart som beskrevs av Friedrich Anton Wilhelm Miquel. Impatiens textorii ingår i släktet balsaminer, och familjen balsaminväxter. Inga underarter finns listade i Catalogue of Life.

## Bildgalleri

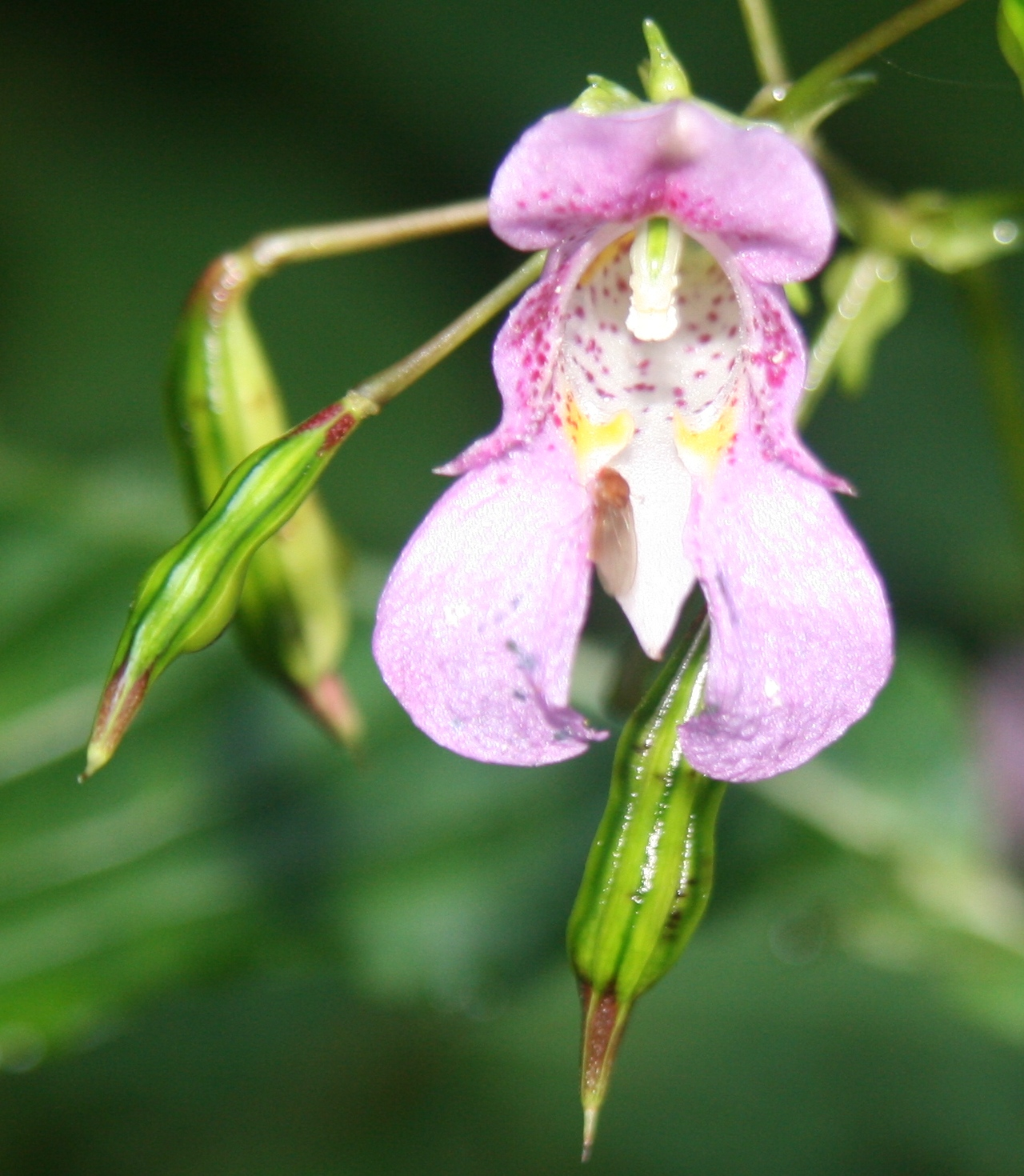
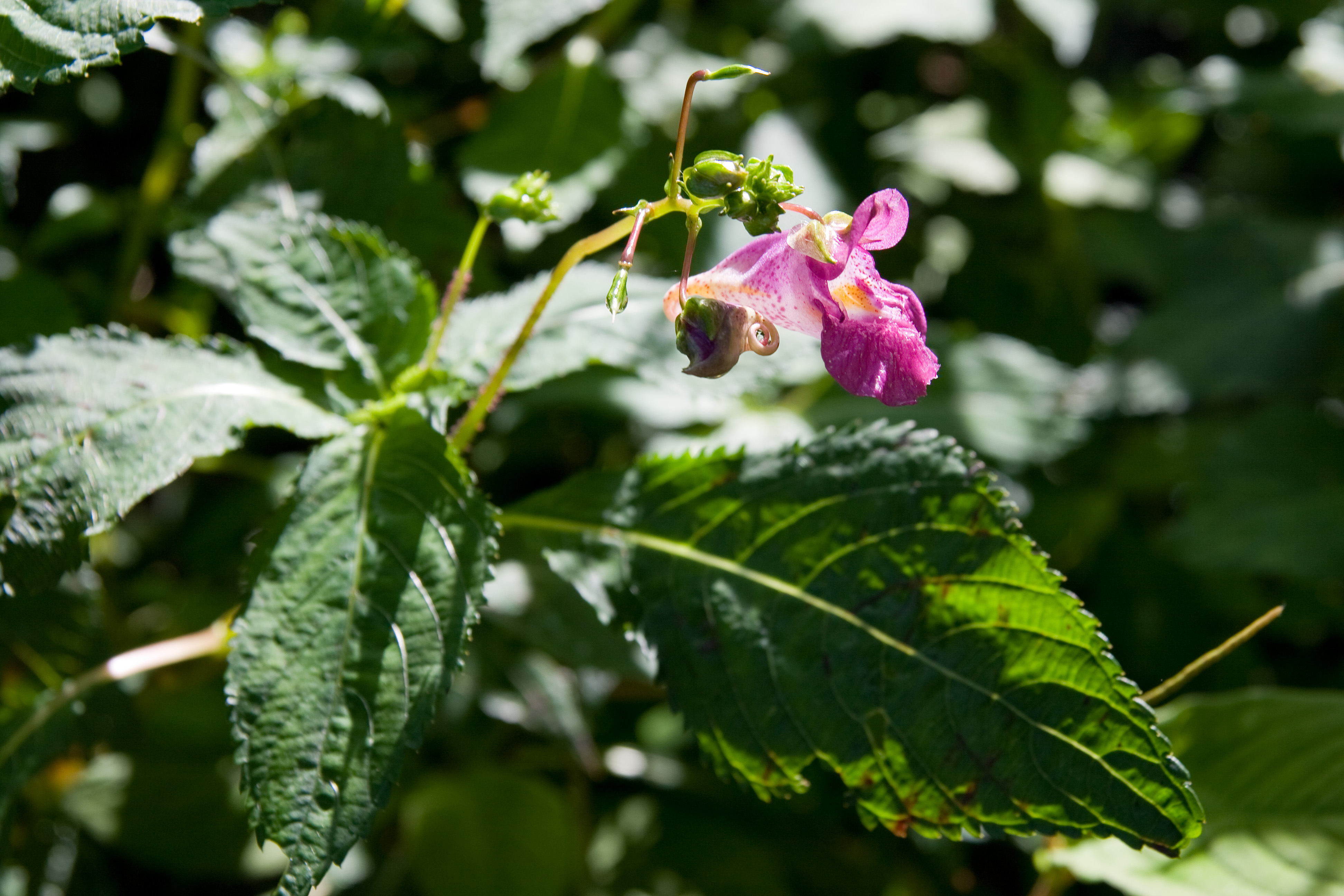
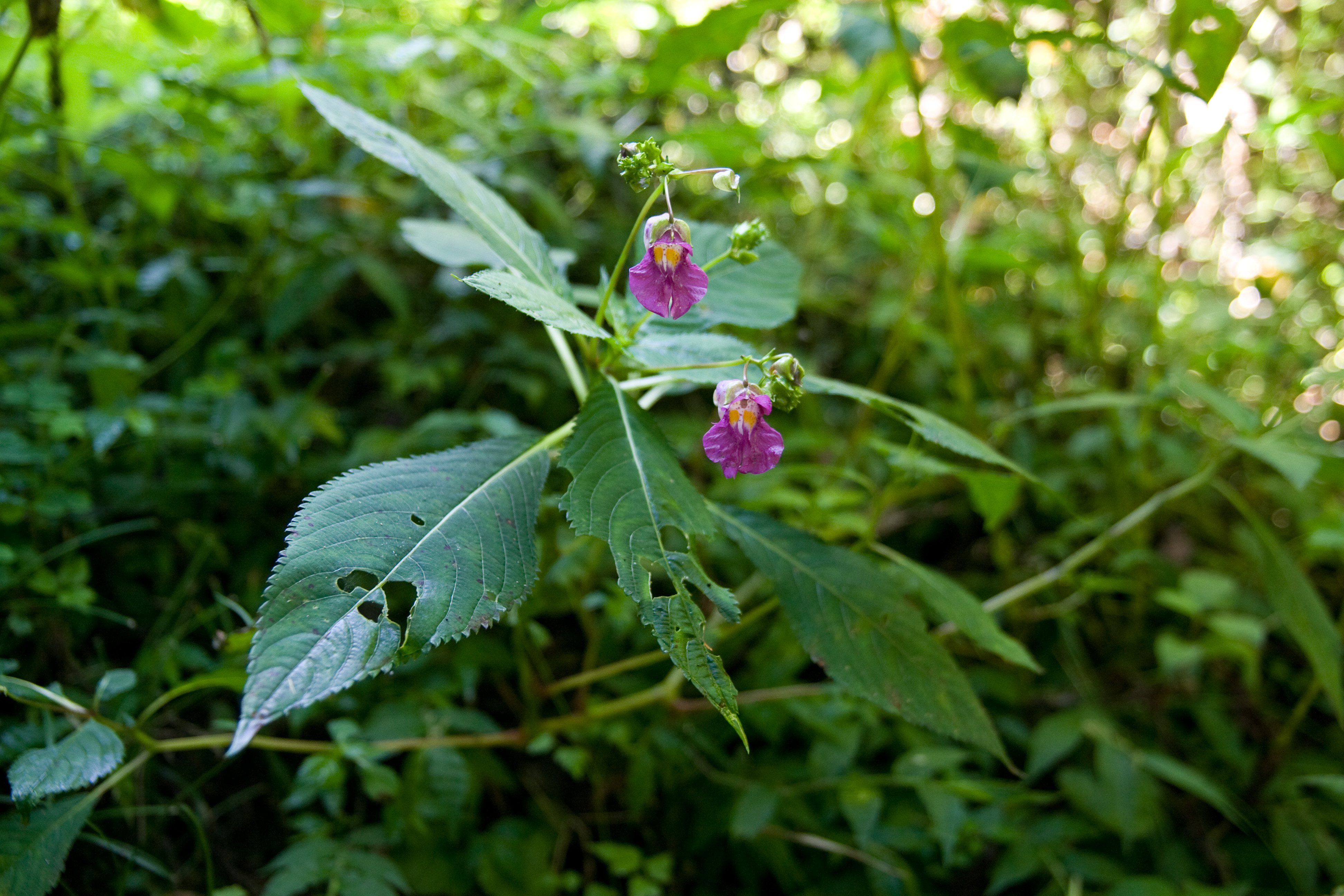
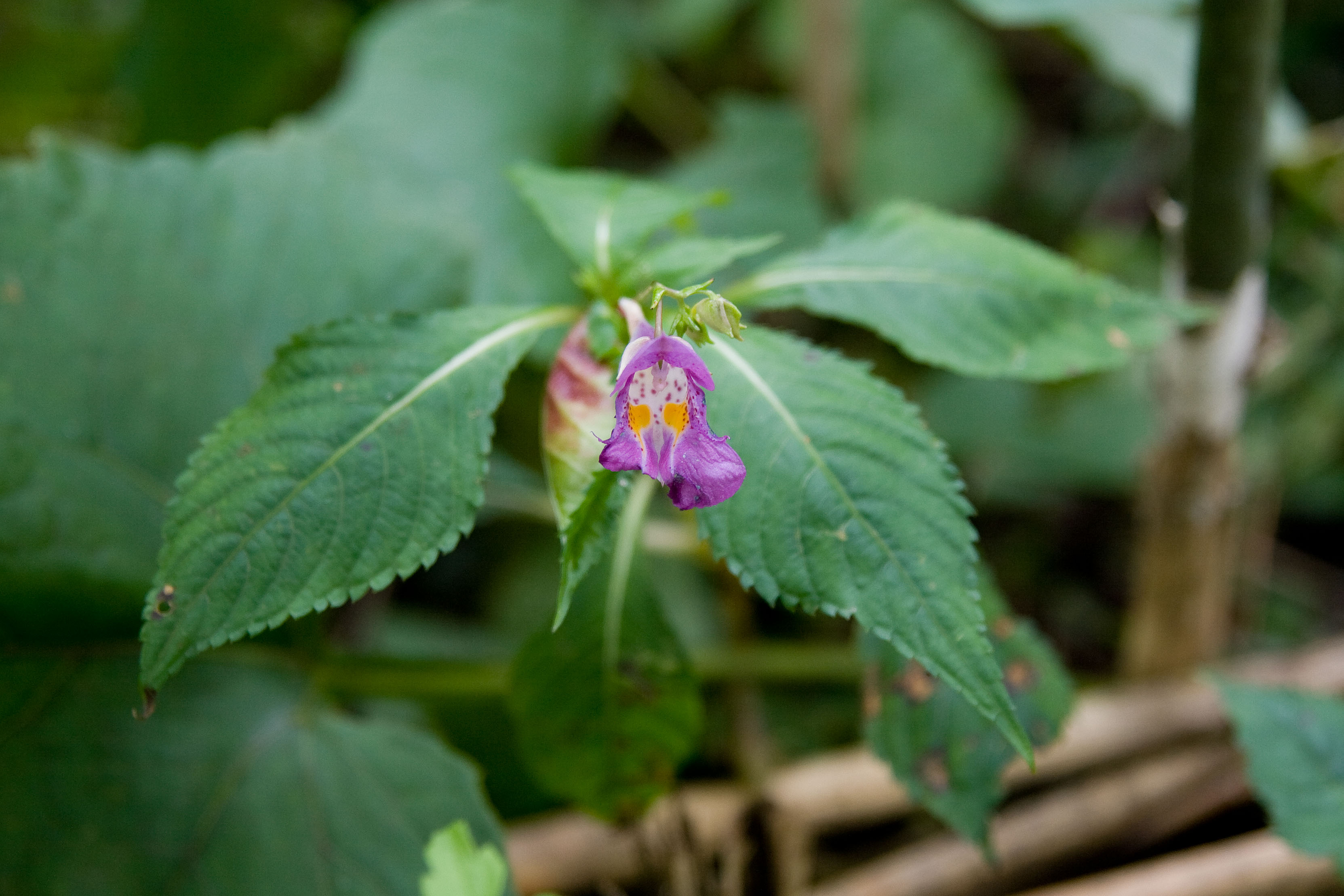
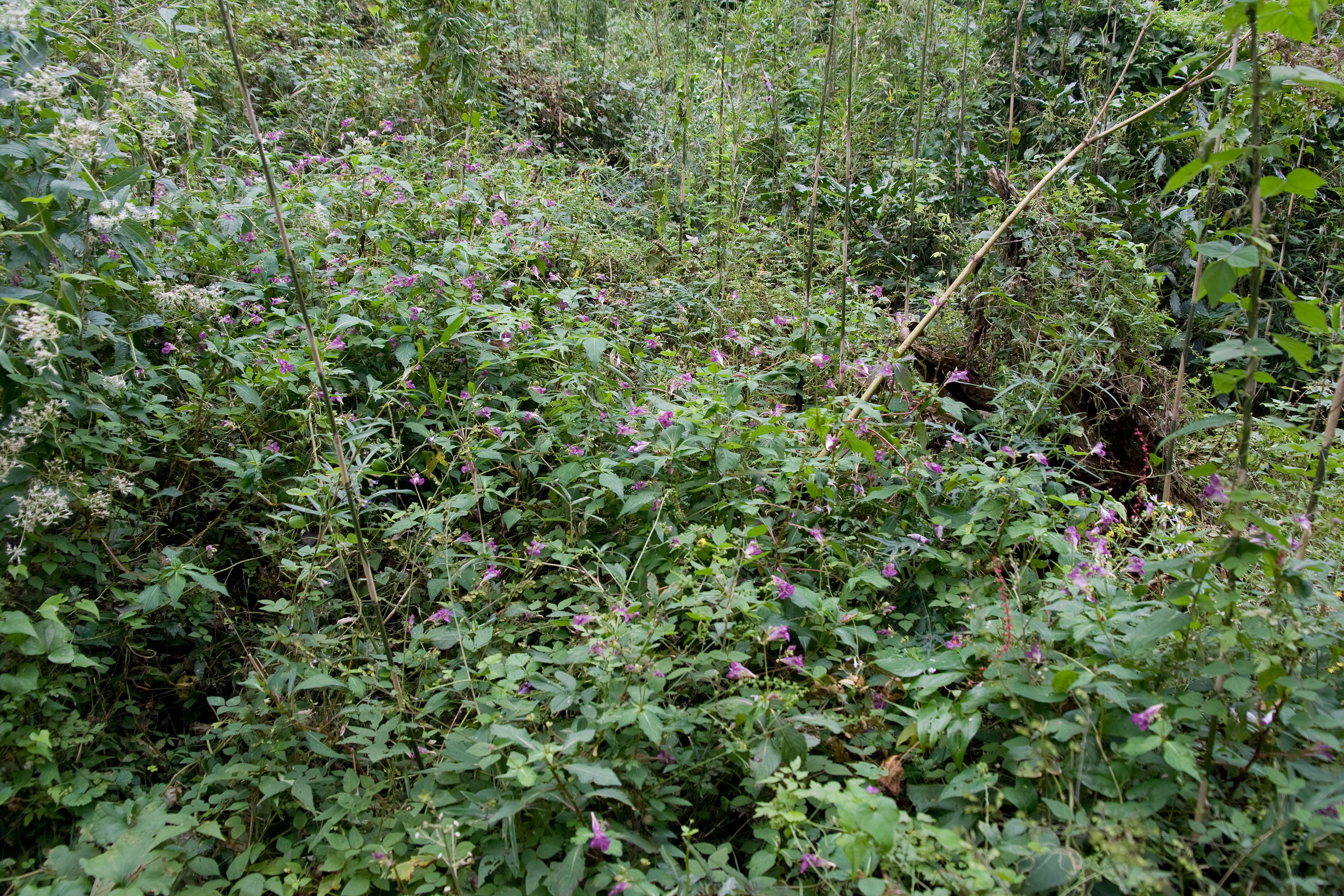
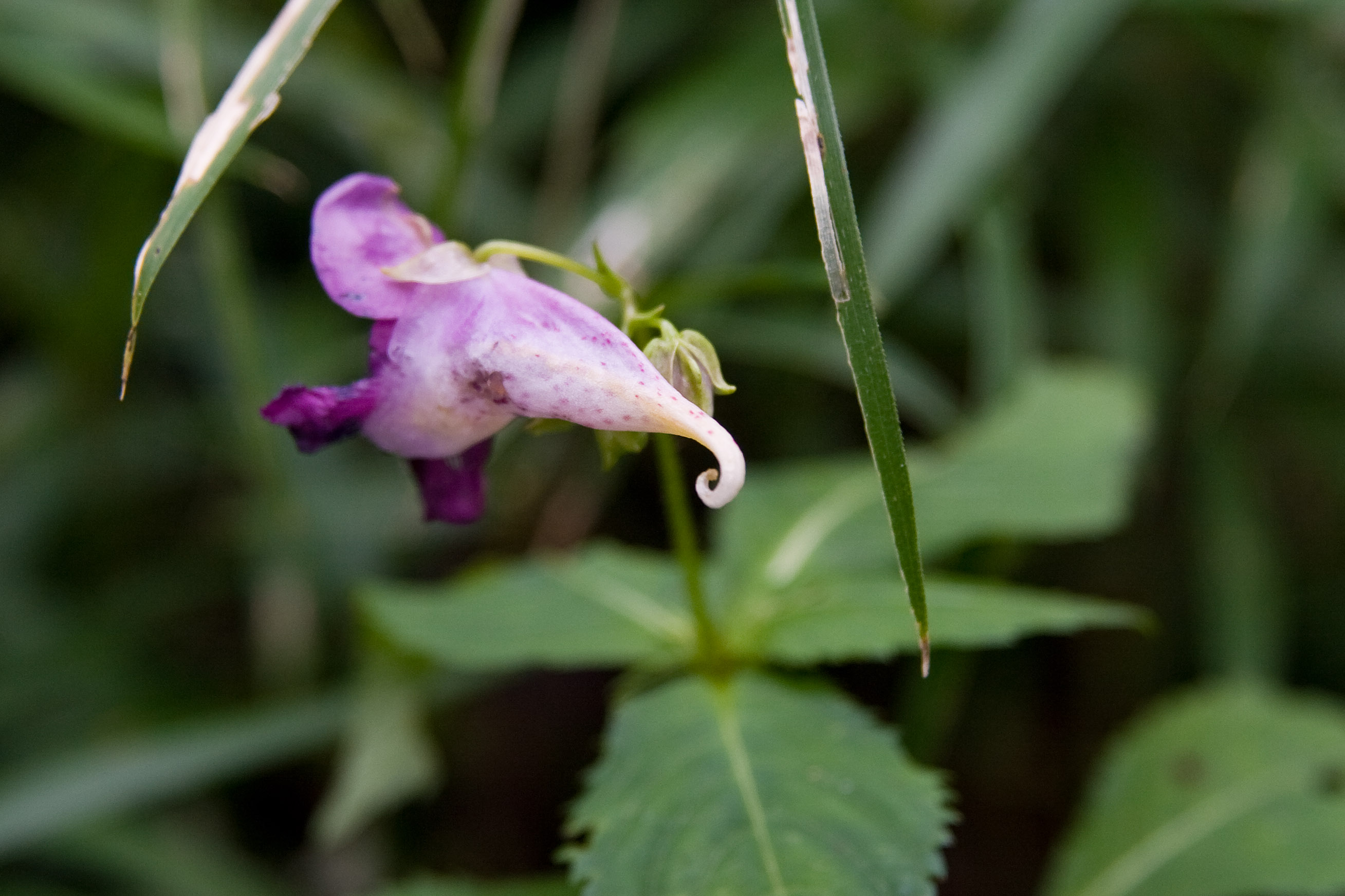